# Sandra Chagas
Sandra Chagas (Montevideo, Uruguay 9 de agosto de 1964) es una activista LGBT afrodescendiente uruguaya que vive en y milita desde Buenos Aires, Argentina. Es vicepresidenta del grupo por la difusión de la cultura de matriz africana y afrodescendiente Movimiento Afrocultural.

## Biografía
Nació en Montevideo, y se mudó a Buenos Aires a los 14 años. Sandra Chagas afirmó que tiene "la cultura afro y el candombe en el cuerpo, pero vivo en la Argentina y me siento parte de la cosa porteña, parte de ella".

## Lesbofeminismo y feminismo descolonial
Sandra Chagas se identifica como una activista afrocandombera, perteneciente al movimiento afrocultural, lesbiana y feminista. Cree y actúa según la interseccionalidad en la militancia. Lo fundamental, según Sandra Chagas, es el intercambio con otros colectivos, siempre que esté compuesto por personas de pensamiento descolonizado. Lleva en conjunto con las afrofeministas latinoamericanas la lucha por la despenalización del aborto y los derechos trans.